# Alecu Russo
Pour les articles homonymes, voir Russo.
Alecu Russo est une figure de la renaissance culturelle roumaine, écrivain et homme politique roumain de Moldavie.

## Biographie

### Enfance
Alecu Russo naquit fils de Iancu Rusul le 17 mars 1819. Sa famille, aisée, fut victime en 1829 d'une épidémie de choléra. Devenu orphelin de sa mère, il fut envoyé étudier en Suisse, à Vernier puis à Vienne. George Călinescu nous apprend qu'originaire d'une famille de boyards, Alecu a fait rectifier son nom, qui signifie littéralement « le Russe » pour qu'il ressemble à celui de Jean-Jacques Rousseau.
Ses débuts littéraires datent de 1836, avec un poème, en français, intitulé La mort d'Alibaud, hommage à Louis Alibaud, qui lui valut des ennuis avec les autorités viennoises. Il fut ainsi expulsé et revint en Moldavie, où il habita probablement sur les terres parentales (près de Suceava). Là-bas, il recueillit ses premiers poèmes populaires et rédigea en français La Pierre de Tilleul, légende montagnarde.

### Rupture familiale
Son père s'était remarié en 1833 avec Maria Rosolino, veuve du consul français de Constantinople. Lorsqu'en 1840 une dispute avec sa famille le déshérita et le laissa sans le sou, il s'établit brièvement à Jassy, dont il fait une des premières descriptions dans la littérature roumaine. L'année suivante, il demande et obtient un poste d'assesseur au tribunal de Piatra Neamţ, dont il finit par démissionner en 1844, année de la mort de son père. Il rend visite à Costache Negri et, sur ses terres de Mânjina, il se lie d'amitié entre autres avec Alecsandri, Filipescu, Bălcescu.

### Le théâtre
Le 11 janvier 1846 fut jouée à Jassy par la troupe de Costache Caragiale, sa pièce Băcănia ambiţioasă [L'Épicerie ambitieuse], qui provoqua la polémique mais eut néanmoins du succès. Certains jugèrent que le titre «L'Épicière ambitieuse» aurait mieux reflété le véritable sujet de la pièce. Russo proposa une nouvelle pièce au Théâtre National, Jicnicerul Vadră [Le provincial Vadră], jouée une seule fois le 25 février 1846, devant une salle pleine. On dit que tous applaudirent, sauf l'auteur, qui avait peu apprécié la prestation de ses acteurs et le texte amputé, et la censure, qui avait coupé le troisième acte. Russo fut accusé d'avoir outrepassé la censure et d'atteinte à l'ordre public, pour avoir critiqué les parvenus (en roumain : ciocoi), notamment par ce vers : « Din Focșani la Dorohoi / Țara-i plină de ciocoi » (De Focșani à Dorohoï apparus / Le pays envahissent les parvenus). Le texte des pièces de théâtre s'est perdu. Le 26 février 1846, il fut enfermé avec ses acteurs au monastère de Soveja, jusqu'au 5 avril 1846. Il y écrivit un journal, qui fut publié après sa mort. 
Au monastère, il recueillit également des poésies populaires, objets de l'article Poezia Poporală, publié en 1863 (posthume). On perd un peu sa trace jusqu'en 1848.

### La politique
En 1848, il fit partie de ceux qui rédigèrent, en juin, la Proclamation du Parti National de Moldavie, appel à la révolution contre le roi Mihail Sturdza. Mais cet appel est un échec : beaucoup de révolutionnaires furent enfermés, Russo se réfugia en Transylvanie et ensuite le 24 juin en Bucovine, à Cernăuți, d'où il planifiait d'aller à Paris via Budapest. Là, il entend des Hongrois crier que « la Moldavie et la Valachie seront annexées par la Hongrie ». Il demande : « Savez-vous, messieurs, pourquoi la terre roumaine est si fertile ? » Pourquoi ? « Parce qu'elle a eu comme engrais les corps des Magyars qui ont tenté de se l'approprier. »
Sans surprise, il fut arrêté à Dej, puis incarcéré à Cluj, accusé d'être en mission secrète pour la Valachie. On le libéra en septembre, il arriva à Paris en 1849 et y retrouva Nicolae Bălcescu. Le 9 novembre, il y publia en français, le Cantique roumain (traduit plus tard en roumain sous le titre Cântarea României (littéralement : chantons la Roumanie), à la parenté toutefois controversée.

### Le retour au pays
En 1851, de retour au pays, publia Studie moldoveană [L'Étude moldave], sous le pseudonyme Terentie Hora. Il fut nommé assesseur à la Cour d'Appel de Jassy, dont il démissionna rapidement. Il exerça ensuite la profession d'avocat et se lança dans le journalisme et fut nommé plus tard directeur des Travaux publics. Un temps prospère, il vit la fin de sa vie marquée par les dettes et la maladie. Il mourut le 4 février 1859 de tuberculose. Ses derniers mots furent, en français selon la légende : « Courage, mes amis ! Réveillez la patrie, si vous voulez que je m'endorme content ».

## Œuvre et thèmes
Andreia Roman et Paul Cornea considèrent Alecu Russo comme le « doctrinaire lyrique » de la génération de 1848, « l'initiateur de l'esprit critique dans la culture roumaine », qui devait « dépasser le stade de l'adaptation indifférenciée des modèles et imposer son originalité ». Ses manuscrits, en particulier ses pièces de théâtre, donc une importante partie de son œuvre, comme sa très riche bibliothèque, se sont perdus après sa mort.

## Liste des principales œuvres
- Scrieri [Écrits], édition établie et préfacée par Petre V. Haneş, Bucarest, 1908.
- Piatra Corbului. Soveja [Le Rocher du corbeau. Soveja], traduction en roumain de Vasile Alecsandri et Alexandru Odobescu, préface de Petre V. Haneş, Bucarest, 1908.
- Scrieri literare [Écrits littéraires], édition établie et postfacée par Teodor Vârgolici, Bucarest, 1996.